# Najveći uspjesi 2 (album Miše Kovača)
"Najveći uspjesi 2" drugi je kompilacijski album Miše Kovača izdan 1976. godine. 

## Popis pjesama
1. "Noć ti dira kose crne" - (Dušan Šarac – Drago Britvić)
2. "Bez rastanka suza nema" - (Đorđe Novković – Željko Sabol)
3. "Ostala si uvijek ista" - (Đorđe Novković – Željko Sabol – Mato Došen)
4. "Kad čuješ pjesmu o svom rodnom kraju" - (Dušan Šarac – Drago Britvić)
5. "Ja ne mogu drugo nego da je volim" - (Zdenko Runjić – Drago Britvić)
6. "Još i danas teku suze jedne žene" - (Đorđe Novković – Đorđe Novković / Namik Tarabić)
7. "Kad jednom odeš ne vraćaj se više" -
8. "To se zove ljubav" -
9. "Ranjeno je srce moje" -
10. "Ti gitaro samo sviraj" - (Dušan Šarac – Drago Britvić)
11. "Meni treba tvoja ljubav" - (Dušan Šarac – Željko Sabol)

## Vanjske poveznice
- Najveći uspjesi 2